# Polydesmus mediterraneus
Polydesmus mediterraneus är en mångfotingart som beskrevs av Daday 1889. Polydesmus mediterraneus ingår i släktet Polydesmus och familjen plattdubbelfotingar.

## Underarter
Arten delas in i följande underarter:
- P. m. martensi
- P. m. mediterraneus
- P. m. oertzeni
- P. m. valachicus